# Övertänger
Övertänger is een plaats in de gemeente Falun in het landschap Dalarna en de provincie Dalarnas län in Zweden. De plaats heeft 152 inwoners (2005) en een oppervlakte van 45 hectare. De plaats ligt aan de rivier de Tängerströmmen.

## Verkeer en vervoer
Bij de plaats loopt de Riksväg 50.